# National Treasure
National Treasure er en amerikansk actionfilm fra 2004, instrueret af Jon Turteltaub. Nicolas Cage spiller hovedrollen som Ben Gates og i andre roller ses Diane Kruger, Justin Bartha og Sean Bean.

## Hæder
| År   | Pris                                                    | Kategori                                                   | Noter                                                                                             | Resultat  |
| ---- | ------------------------------------------------------- | ---------------------------------------------------------- | ------------------------------------------------------------------------------------------------- | --------- |
| 2005 | BMI Film & TV Awards                                    | BMI Film Music Award                                       | BMI Film Music Award for Trevor Rabin                                                             | Vundet    |
| 2005 | Academy of Science Fiction, Fantasy & Horror Films, USA | Saturn Award for Best Action/Adventure/Thriller Film       |                                                                                                   | Nomineret |
| 2005 | Academy of Science Fiction, Fantasy & Horror Films, USA | Saturn Award for Best Supporting Actress                   | Diane Kruger                                                                                      | Nomineret |
| 2005 | Teen Choice Awards                                      | Movie: Action/Adventure                                    |                                                                                                   | Nomineret |
| 2005 | Visual Effects Society Awards                           | Outstanding Models and Miniatures in a Motion Picture      | Matthew Gratzner, Forest Fischer, Scott Beverly, and Leigh-Alexandra Jacob, for the treasure room | Nomineret |
| 2005 | World Stunt Awards                                      | Taurus Award for Best Overall Stunt by a Stunt Woman       | Lisa Hoyle                                                                                        | Nomineret |
| 2005 | Young Artist Awards                                     | Best Family Feature Film: Drama                            |                                                                                                   | Nomineret |
| 2005 | Young Artist Awards                                     | Best Performance in a Feature Film, Supporting Young Actor | Hunter Gomez                                                                                      | Nomineret |